# Familismus
Familismus ist ein soziologischer Begriff, der die Familie als Leitform einer Sozialstruktur beschreibt.
Diese Sozialstruktur tritt vor allem in vormodernen Gesellschaften auf. Im Familismus nehmen die Sippe (Verwandtschaft) oder im engeren Sinne die (Groß)-Familie die Funktion einer die Existenz des einzelnen sichernden sowie den gesamtgesellschaftlichen Zusammenhalt stützenden Instanz ein. Im idealen Familismus bilden sich keine Konflikte zwischen der Familienstruktur und anderen, externen sozialen Akteuren. Letztere sind schlicht nicht existent oder bedeutungslos.
Bereits das mythologisch hochdifferenzierte Beispiel des griechischen Götterpantheons – einer ausgesprochen familistischen Gesellschaftsformation – lehrt im Übrigen, dass familistische Gesellschaften in keiner Weise konfliktärmer als z. B. ständisch, versäult oder egalitär strukturierte sind.

## Familismus in Japan
Vor allem während der Hochphase des Shintoismus entwickelte sich in Japan eine Form des Familismus. Der Zusammenhalt von Gruppen wurde weniger (z. B.) religiös begründet, als über die konkreten sozialen Beziehungen ausgedrückt.
Die japanische Gesellschaft gliederte sich in sogenannte uchi auf. Uchi bezeichnet hier neben Haus, Zuhause und später auch Firma allgemein innen, es ist in miuchi (Familienkreis) und nakamauchi (Freundes- bzw. Kollegenkreis) enthalten. Die japanische Gesellschaft entwickelte sich vertikal, und aus dem uchi bildete sich das ie (Haushalt, Familie) als Kernelement des Familismus. Das ie drückt hier erweitert eine Art „Kollektiv mit gemeinsamem Wohnsitz“ aus. Es umgrenzt die Angehörigen des Haushalts, bestehend aus Familie und weiteren Personen, und definiert sich somit über den gemeinsamen Wohnsitz und die gemeinsame Wirtschaftsorganisation. Die sozialen Beziehungen der Angehörigen des ie sind bedeutender als alle anderen Beziehungen, selbst blutverwandtschaftliche, lediglich das Eltern-Kind-Verhältnis besitzt Geltung. Hieraus ergibt sich unter anderem, dass die Nachfolge des Haushaltsvorstandes durch Adoption geregelt werden kann. „Nicht die Blutsverwandtschaft, sondern die Zugehörigkeit zu einer Gruppe sind entscheidend […] somit wird die verwandtschaftliche Bindung, normalerweise als die ursprüngliche und grundlegende menschliche Bindung angesehen, in Japan offenbar durch eine personalisierte Beziehung zum Kollektiv ersetzt, die auf der gemeinsamen Arbeit beruht und zugleich die wesentlichen Aspekte des sozialen und wirtschaftlichen Lebens mitumfaßt.“